# Марковці (Словенія)
Марковці (словен. Markovci) — поселення в общині Марковці, Подравський регіон‎, Словенія.